# سانتو توماس (آتلانتیکو)
سانتو توماس (آتلانتیکو) (به اسپانیایی: Santo Tomás, Atlantico) یک سکونتگاه مسکونی در کلمبیا است که در بخش آتلانتیکو واقع شده‌است.

## خصوصیات
سانتو توماس ۲۳٬۱۸۸ نفر جمعیت دارد.